# Karla
Karla ist ein weiblicher Vorname.

## Herkunft und Bedeutung
Beim Namen Karla handelt es sich um die weibliche Form von Karl. Er leitet sich vom urgermanische Element charja „Armee“ ab.

## Verbreitung
Der Name Karla ist in Kroatien beliebt. Im Jahr 2021 belegte er dort Rang 34 der beliebtesten Mädchennamen. In Tschechien war der Name in der ersten Hälfte des 20. Jahrhunderts noch sehr populär. Im Jahr 1980 erreichte er zuletzt eine Platzierung unter den 100 beliebtesten Mädchennamen.
In Dänemark verzeichnete sich ein starker Aufwärtstrend. Seit 2006 gehört der Name dort zu den 50 meistvergebenen Mädchennamen. Mit Rang 6 erreichte die Popularität des Namens im Jahr 2019 ihren Höhepunkt.
Karla zählte bereits zu Beginn des 20. Jahrhunderts zu den beliebtesten Mädchennamen in Deutschland. Im Jahr 1914 belegte er Rang 24 in der Hitliste. Seit den 1940er Jahren sank die Popularität des Namens, bis er schließlich außer Mode geriet. Seit den 1980er Jahren wird der Name wieder häufiger als Vorname gewählt. Im Jahr 2021 belegte er Rang 50 der Vornamenscharts. Heute tragen etwa 65 % der Namensträgerinnen die Schreibweise Carla.
In der Schreibweise Carla ist der Name vor allem in Italien, den Niederlanden, der Schweiz, Portugal und den USA beliebt.

## Varianten
- Dänisch
  - Diminutiv: Caroline, Charlotte, Ina, Karolina, Karoline, Lina, Line, Lotte
- Deutsch: Carla, Carola, Karola, Karline, Karlina
  - Diminutiv: Carolin, Caroline, Karoline, Carolina, Karolina, Charlotte, Ina, Lina, Lotte, Lotti
- Englisch: Carla, Carlene, Karlene, Sharla, Carletta
  - Irisch (Diminutiv): Séarlait
  - Diminutiv: Callie, Carlie, Carlyn, Carol, Carolina, Caroline, Carolyn, Carrie, Caryl, Charleen, Charlene, Charlie, Charlotte, Ina, Lina, Lottie, Tottie
- Estnisch
  - Diminutiv: Karoliina, Liina
- Finnisch
  - Diminutiv: Iina, Karoliina, Liina, Lotta
- Französisch: Carole
  - Diminutiv: Caroline, Charlène, Charline, Charlotte, Lina, Line
- Italienisch: Carla, Carola
  - Diminutiv: Carlotta, Carolina, Lina
- Kroatisch
  - Diminutiv: Karolina
- Mazedonisch: Каролина Karolina
- Niederländisch: Carla, Carola
  - Afrikaans: Charlize
  - Diminutiv: Carlijn, Carolien, Caroline, Charlotte, Karlijn, Lien, Lotte
- Norwegisch
  - Diminutiv: Caroline, Charlotte, Ina, Karolina, Karoline, Lina, Line, Lotte
- Polnisch: Karola
  - Diminutiv: Karolina
- Polnisch: Carla
  - Diminutiv: Carlota, Carolina, Lina
- Schwedisch: Carola
  - Diminutiv: Carolina, Caroline, Charlotta, Charlotte, Ina, Karolina, Lina, Lotta, Lotte, Lottie, Karin, Kaja, Kajsa
- Slowenisch
  - Diminutiv: Ina, Inja, Karolina, Lina
- Spanisch: Carla
  - Diminutiv: Carlota, Carolina, Lina
- Tschechisch
  - Diminutiv: Kája, Karolína, Šarlota
- Ungarisch: Karola
  - Diminutiv: Karolina, Lili, Lotti, Sarolta

Für männliche Varianten: siehe Karl

## Namenstag
Es gibt keine bekannte Heilige des Namens, allerdings einige Heilige mit Namen Karl, deren Namenstage auch für Karla und die Varianten gelten können:
- kath.: 7. Januar – Sl. Karl von Sezia, Franziskaner zu Rom, Märtyrer
- kath., ev.: 28. Januar – Hl. Karl der Große, Römischer Kaiser, Reichstifter
- kath.: 2. März – Hl. Karl der Gute von Flandern, Märtyrer des Friedens
- kath.: 3. Juni – Hl. Karl Lwanga, ugandischer Märtyrer
- kath.: 12. August – Sl. Karl Leisner, deutscher Märtyrer im KZ Dachau
- kath.: 24. August – Hl. Karl von Borango, österreichischer Ordensmann, Missionar, Märtyrer auf Saipan
- ev.: 20. Oktober – Karl Segebrock, deutsch-baltischer Missionar und Märtyrer
- kath.: 21. Oktober – Sl. Karl I. von Österreich-Ungarn, letzter Kaiser von Österreich-Ungarn
- kath.: 4. November – Hl. Karl Borromäus, Kardinal, Erzbischof von Mailand und Gegenreformator

## Bekannte Namensträgerinnen

### Karla
- Karla Bonoff (* 1951), US-amerikanische Singer-Songwriterin
- Karla Borger (* 1988), deutsche Volleyball- und Beachvolleyballspielerin
- Karla Camila Cabello (* 1997),  kubanisch-mexikanisch-US-amerikanische Sängerin
- Karla Crome (* 1989), britische Schauspielerin
- Karla Nina Diedrich (* 1983), deutsche Schauspielerin
- Karla Erbová (1933–2024), tschechische Dichterin
- Karla Fohrbeck (* 1942), deutsche Kulturwissenschaftlerin, Kulturpublizistin und Kulturpolitikerin
- Karla Grosch (1904–1933), deutsche Gymnastiklehrerin und Tänzerin am Bauhaus Dessau
- Karla Höcker (1901–1992), deutsche Schriftstellerin, Journalistin und Musikerin
- Karla Homolka (* 1970), kanadische Serienmörderin
- Karla Jay (* 1947), US-amerikanische Hochschullehrerin (Frauen- und Gender Studies), LGBT-Aktivistin
- Karla Kienzl (1922–2018), österreichische Rennrodlerin
- Karla Kirkegaard (* 1954), US-amerikanische Virologin und Genetikerin
- Karla Kowalski (* 1941), deutsche Architektin
- Karla Lehr (1877–1958), deutsche Malerin
- Karla Linke (* 1960), DDR-Schwimmerin
- Karla Máchová (1853–1920), böhmische Politikerin
- Karla Navas (* 2004), panamaische Turnerin
- Karla Poewe (* 1941), deutsch-kanadische Anthropologin und Historikerin
- Karla Raveh (1927–2017), Holocaust-Überlebende und Autorin
- Karla Runkehl (1930–1986), deutsche Schauspielerin
- Karla Sachse (* 1950), deutsche bildende Künstlerin
- Karla Schefter (* 1942), Aufbauhelferin
- Karla Schneider (* 1938), deutsche Schriftstellerin
- Karla Souza (* 1985), mexikanische Schauspielerin
- Karla Spagerer (1929–2025), Zeitzeugin der NS-Zeit
- Karla Trippel (* 1964), deutsche Schauspielerin
- Karla Woisnitza (* 1952), deutsche Malerin und Grafikerin

### Carla
- Carla Apuzzo (* 1951), italienische Filmproduzentin, Drehbuchautorin und Regisseurin
- Carla Bissi (* 1954), italienische Popsängerin, siehe Alice
- Carla Bley (1936–2023), US-amerikanische Jazz-Musikerin
- Carla Bodendorf (* 1953), ehemalige DDR-Leichtathletin
- Carla Bruni (* 1967), französische Sängerin
- Carla Calò (1926–2019), italienische Schauspielerin
- Carla Capponi (1918–2000), italienische Partisanin und Politikerin
- Carla Degenhardt (* 1963), argentinisch-österreichische Künstlerin
- Carla Del Ponte (* 1947), Schweizer Juristin und Diplomatin
- Carla Ernst (1867–1925), österreichische Theaterschauspielerin
- Carla Fracci (1936–2021), italienische Primaballerina
- Carla Gomes, portugiesisch-amerikanische Informatikerin und Professorin
- Carla Gugino (* 1971), US-amerikanische Schauspielerin
- Carla Hagen (1931–2020), deutsche Bühnen- und Filmschauspielerin
- Carla Juri (* 1985), Schweizer Schauspielerin
- Carla Kihlstedt (* 1971), US-amerikanische Musikerin (Violine und weitere Instrumente, Gesang, Komposition)
- Carla Laemmle (1909–2014), US-amerikanische Schauspielerin und Tänzerin deutscher Abstammung
- Carla Mann (1881–1910), deutsche Schauspielerin
- Carla Marangoni (1915–2018), italienische Turnerin
- Carla Nelte (* 1990), deutsche Badmintonnationalspielerin
- Carla Oberholzer (* 1987), südafrikanische Radsportlerin
- Carla Ortiz (* 1976), bolivianische Schauspielerin
- Carla Overbeck (* 1968), US-amerikanische Fußballspielerin
- Carla Pohle (1883/85–1962), deutsche Malerin
- Carla Prina (1911–2008), italienische Malerin
- Carla Reemtsma (* 1998), deutsche Klimaschutzaktivistin
- Carla Sacramento (* 1971), portugiesische Leichtathletin
- Carla Suárez Navarro (* 1988), spanische Tennisspielerin
- Carla Thomas (* 1942), US-amerikanische Soul-Sängerin
- Carla White (1951–2007), US-amerikanische Jazzsängerin
- Carla Zijlstra (* 1969), niederländische Eisschnellläuferin

### Fiktive Namensträger
- Karla Kolumna, Reporterin in den Bibi-Blocksberg- und Benjamin-Blümchen-Hörspielreihen
- Karla, sowjetischer Meisterspion und Gegenspieler von George Smiley in einigen Büchern von John le Carré

## Weitere Namensverwendung
- Orkan Karla, Silvester 2006/07
- Karla (1965), verbotener DDR-Film, Regie: Herrmann Zschoche
- Karla (2006), ein Film über die kanadische Serienmörderin Karla Homolka von Joel Bender mit Laura Prepon und Misha Collins in den Hauptrollen